# Charles Daly King
Charles Daly King, spesso abbreviato in C. Daly King (New York, 1895 – Bermuda, 1963), è stato uno psicologo e scrittore statunitense, autore di romanzi gialli e di saggi di psicologia ed egittologia. Ha usato anche gli pseudonimi “Jeremy Phelan“ e “Robert Courtney“.

## Biografia
Tenente d'artiglieria nella Prima guerra mondiale, si è laureato nel 1916 a Yale con una tesi sull'elettrometria nel sonno, raggiungendo poi la notorietà come uno dei massimi divulgatori delle teorie filosofiche di Gurdjieff. Ha scritto numerosi libri di psicologia, tra cui Beyond Behaviorism (1927) e The Psychology of Consciousness (1932).
I suoi romanzi polizieschi (sei, più una celebre raccolta di racconti), sono uno dei vertici della cosiddetta "Età d'oro" del giallo. Complicatissimi e clamorosamente intricati, presentano quasi sempre delitti impossibili e misteri della camera chiusa, con soluzioni geniali spesso rivelate nell'ultima pagina e ambientazioni insolite, per non dire estreme (aerei, transatlantici, treni, isole, castelli, cittadine isolate da alluvioni).
Il suo personaggio principale è il tenente Michael Lord (che in seguito verrà promosso ispettore), coadiuvato da uno psicologo dal curioso nome di L. Rees Pons (e nel quale, fin dal numero delle lettere, è adombrato lo stesso C. Daly King), mentre il criminologo Trevis Tarrant compare nella raccolta di racconti che porta il suo nome (The Curious Mr Tarrant, 1935).
Tutti i romanzi di King sono stati tradotti in italiano, oltre a qualche racconto sparso. Le edizioni originali inglesi e americane dei suoi romanzi sono rarissime, e raggiungono prezzi da capogiro sul mercato del collezionismo librario.

## Opere
- 1932, Obelists at Sea
  - Prima edizione italiana: In alto mare, I Libri Gialli (Mondadori), 1941, numero 256;
  - ristampa: Capolavori dei Gialli Mondadori, 1957, numero 67;
  - ristampa (con l'integrazione delle parti mancanti): all'interno dello Speciale del Giallo Mondadori, 2006, numero 49, dal titolo Viaggi con delitto.

- 1934, Obelists en Route
  - Prima edizione italiana: Treno transcontinentale, Il Giallo Mondadori, 1946, numero 9;
  - ristampa: all'interno dell'Omnibus Mondadori, 1976, dal titolo Delitti in treno;
  - nuova traduzione integrale: La morte viaggia in treno, I Classici del Giallo Mondadori, 1996, numero 780.

- 1935, The Curious Mr Tarrant (racconti) 
  - The Episode of the Vanishing Harp, uno dei racconti della raccolta, è stato tradotto come La maledizione dell'arpa, Polillo, 2008. (ISBN 978-8881543052)
  - The Episode of the Nail and the Requiem, un altro racconto, è stato tradotto con il titolo L'episodio del chiodo e del requiem, incluso nell'antologia I delitti della camera chiusa, Polillo, 2007. (ISBN 978-8881543007)

- 1935, Obelists Fly High
  - Prima edizione italiana: Il dramma della carlinga, Ariete, 1938;
  - ristampa: Dramma nello spazio, Edizioni Attualità, 1941;
  - nuova traduzione integrale: Morirai a mezzogiorno, I Classici del Giallo Mondadori, 1995, numero 738;
  - Delitto in cielo, I Bassotti n.118, Polillo, 2012.

- 1937, Careless Corpse: A Thanatophony
  - Prima edizione italiana: Rapsodia al castello, Alpe, 1940;
  - nuova traduzione integrale: Un cadavere senza importanza, I Classici del Giallo Mondadori, 1994, numero 724.

- 1938, Arrogant Alibi
  - Prima edizione italiana: Un alibi di troppo, I Classici del Giallo Mondadori, 1993, numero 690.

- 1940, Bermuda Burial
  - Prima edizione italiana: Vacanza alle Bermude, Il Giallo Mondadori, 1946, numero 9;
  - ristampa: all'interno dello Speciale del Giallo Mondadori, 2004, numero 40, dal titolo In vacanza con l'assassino.